# Kumamoto (hrad)

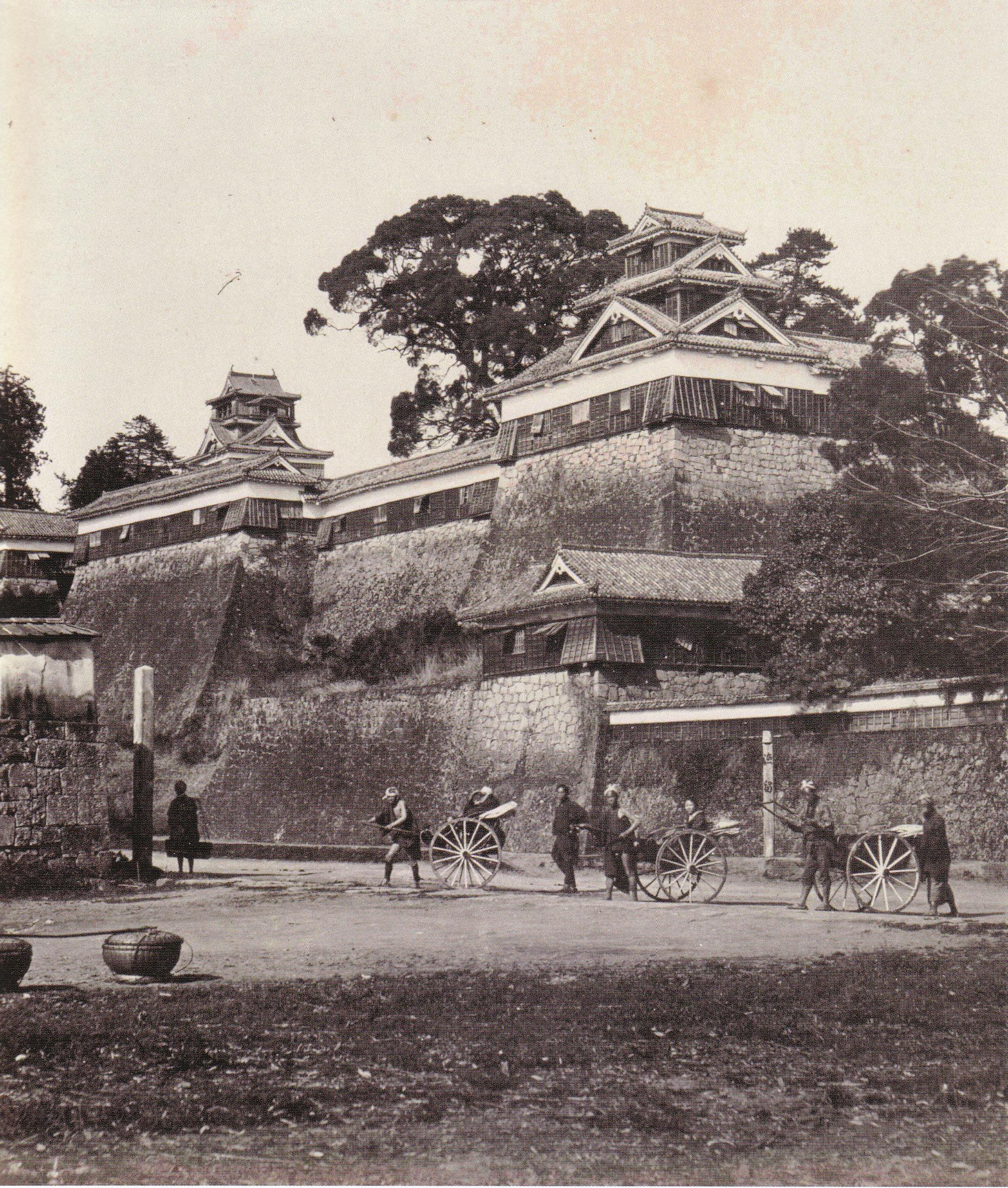
Rihei Tomišige: Fotografie hradu z roku 1874, ještě před zničením vojskem Takamoriho Saigóa

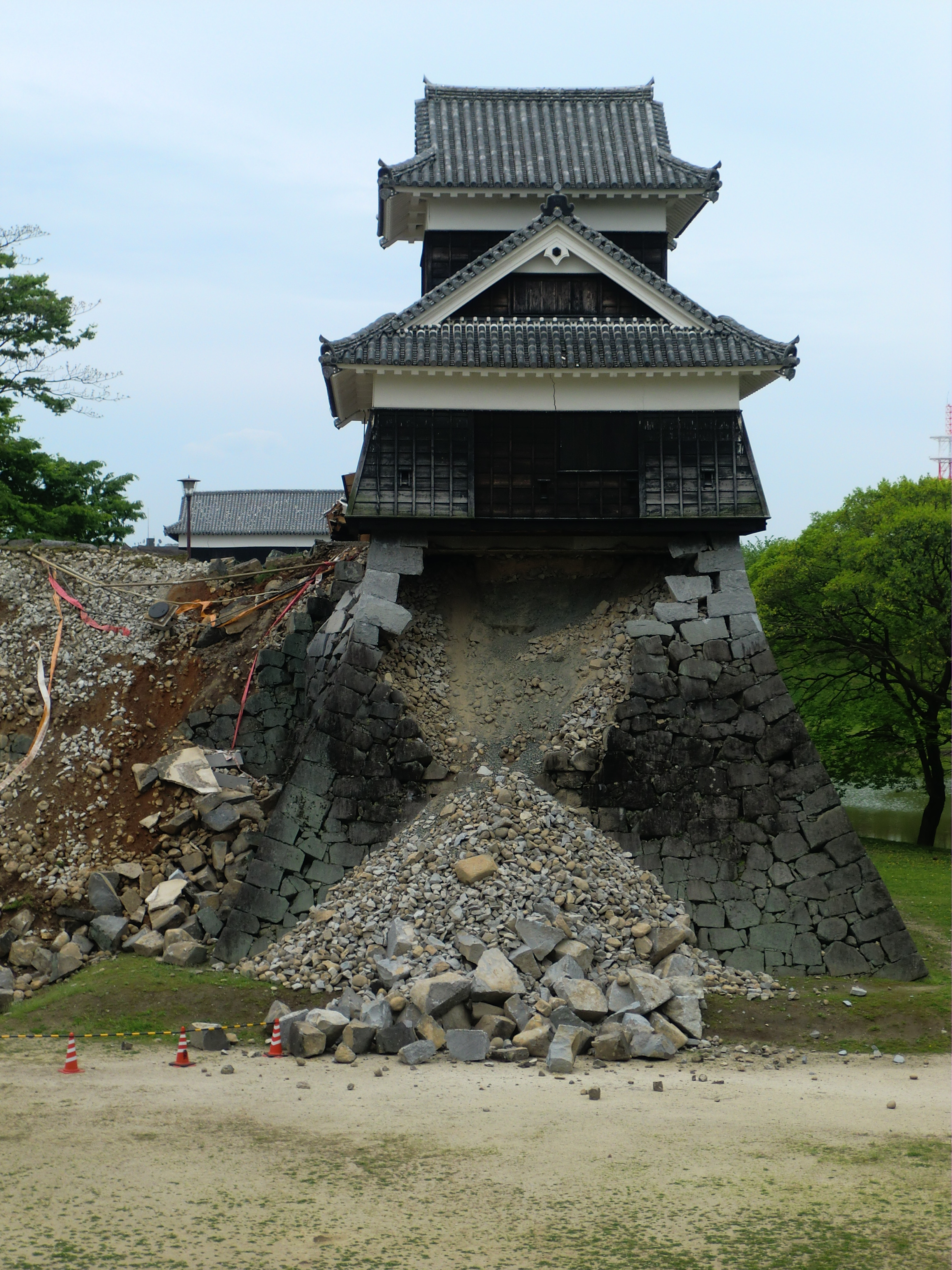
Jedna z bašt poničených při zemětřesení v roce 2016

Hrad Kumamoto (japonsky 熊本城; Kumamoto-džó) je hrad ve městě Kumamoto v prefektuře Kumamoto v Japonsku. Je to rozlehlý, ve své době skvěle opevněný hrad. Společně s hradem Macumoto a s hradem Himedži tvoří tři tzv. nejvýznamnější japonské hrady. Třináct budov v areálu hradu je označeno za významný kulturní statek.
Dnešní hlavní hradní věž neboli donjon je sice betonová rekonstrukce z roku 1960, ale přilehlé dřevěné budovy jsou původní. Hradní komplex měří zhruba 1,6 km od východu na západ a 1,2 km od severu k jihu. Hradní věž je 30,3 m vysoká.
Za vnějšími hradbami hradu Kumamoto se nachází Gjóbutei, bývalá rezidence pánů provincie Higo čili klanu Hokosawů. K této tradiční dřevěné stavbě patří i krásná japonská zahrada.

## Historie
Historie hradu sahá až do roku 1467, kdy zde příslušník starého klanu Idetů z ostrova Kjúšú Hidenobu Ideta vybudoval opevnění. V roce 1496 pak toto opevnění rozšířil jistý Čikakazu Kanokogi. Roku 1588 se do pevnosti, kterou získal jako léno, přestěhoval vojevůdce Kijomasa Kató, který ji v letech 1601–1607 přestavěl na hradní komplex se 49 baštami, 18 věžovými bránami a 29 menšími brankami. Menší hradní věže, postavené někdy po dokončení hlavní hradní věže neboli tenšúkaku (天守閣), mají každá mimo jiné vlastní studnu a kuchyni. Kijomasa Kató využil při stavbě hradu své trpce získané zkušenosti z invaze do Koreje, kde jeho obležené jednotky trpěly hladem. V hradním areálu je například 120 pramenů vody, na nádvořích jsou vysázeny ořechy a podlahy pokrývají tatami vyplněné místo obvyklé slámy sušenou zeleninovou natí. V době největší slávy hradu měřily hradby vnějšího opevnění 13 km a vnitřní hradby 5 km.
Roku 1610 byl dokončen palác Honmaru Goten. Měl 53 místností o celkové rozloze 2544 m2.
Během Sacumského povstání nespokojených samurajů počátkem Období Meidži byl hrad v roce 1877 obléhán vojskem Takamoriho Saigóa, které se však muselo po 53 dnech stáhnout. Během obléhání zničil požár hlavní hradní věž a další části hradu. Nicméně 13 staveb hradního komplexu této zkáze ušlo a zůstalo nepoškozeno. Dnes nesou označení významný kulturní statek.
Roku 1889 postihlo zdejší oblast ničivé zemětřesení, které vážně poškodilo části hradu.
V roce 1960 došlo k rekonstrukci hlavní hradní věže. Jako materiál byl použit železobeton.
Během desetiletí 1998–2008 prošel hradní komplex rozsáhlou rekonstrukcí, při níž byla opravena většina dřevěných staveb ze 17. století. Rekonstruovaný palác Honmaru Goten má dnes místo původních 53 místností pouze 25, o celkové rozloze 940 m2.
Dne 14. dubna 2016 zasáhlo hrad zemětřesení v prefektuře Kumamoto, jehož síla dosahovala až 6,5 stupně Richterovy stupnice, druhá vlna o dva dny později pak až 7,3 stupně. Kamenná základová zeď u paty věže se zčásti zbortila a ze střech popadalo několik ornamentálních zvířat šačihoko (kapr s tygří hlavou) a rozbilo se. Při silnějších otřesech druhé vlny byly některé části zcela zničeny. Podle městských úřadů bylo poškozeno asi 23 600 m2 kamenných zdí z celkových 79 000 m2, tj. asi 30 %, přičemž asi 8000 m2 poškozených zdí se zřítilo. Nová železobetonová věž tuto katastrofu přestála bez zásadních poškození. Dvě hradní bašty, jež byly citelně poničeny, se částečně zřítily stejně jako vnější zdi kryjící základy věže. Ze střechy věže rovněž popadalo velké množství střešních tašek kawara. Tyto tašky však byly již při stavbě hradu záměrně navrženy tak, aby v případě zemětřesení popadaly z poškozených střech dolů a zbytečně je nezatěžovaly, aby se nezřítily do vnitřků budov. Odhaduje se, že bude trvat desítky let, než se podaří zcela zbavit hrad následků zemětřesení, které obrátilo vniveč 60 let předcházejících rekonstrukčních prací.
Rekonstrukce poškozeného hradu byla zahájena 7. června 2016. Oprava železobetonové věže měla být dokončena v roce 2019. Dokončení oprav celého hradního komplexu je naplánováno na rok 2036. V dubnu 2018 se na střechu hlavní hradní věže navrátila nová ornamentální zvířata šačihoko.